# Andrée Jeglertz
Andrée Alexander Jeglertz (Malmö, 14 febbraio 1972) è un allenatore di calcio ed ex calciatore svedese, di ruolo difensore, commissario tecnico della nazionale femminile danese.

## Biografia
Jeglertz è sposato con l'ex giocatrice dell'Umeå IK Ulrika Rosenbrand; la coppia ha due figli.

## Carriera

### Giocatore
Jeglertz ha iniziato la sua carriera nell'Husie IF di Malmö, giocando nelle sue squadre giovanili, prima di trasferirsi, all'età di 13 anni, al Malmö FF. Con la nuova società, dopo aver nuovamente giocato nelle sue giovanili dal 1985 al 1990, dalla stagione 1991 è in rosa con la prima squadra che disputa l'Allsvenskan, livello di vertice del campionato nazionale. Tranne la cessione in prestito al IFK Trelleborg durante il 1991, rimane con la società della contea della Scania anche la stagione successiva, maturando 25 presenze in campionato, suo miglior risultato il terzo posto nella Allsvenskan 1991,
Nel 1993 si trasferisce all'Umeå FC, società con la quale rimane quattro stagioni, giocando in Division 1, a quel tempo la serie cadetta, per tutti i campionati. Nel 1994 la squadra raggiunse il secondo posto dietro al Djurgården, ma nelle seguenti fasi fallì la promozione perdendo il confronto contro il Västra Frölunda.
Nel 1997 Jeglertz è passato all'IFK Hässleholm di seconda divisione. Con il club non è riuscito ad evitare la retrocessione nel campionato 1998, girone sud. Dopo un anno nella terza divisione, è passato al Gimonäs CK nella quarta divisione. Nel 2002 è tornato per una stagione all'Umeå FC, retrocesso in terza divisione, terminando la carriera al Gimonäs CK dove tra il 2003 e il 2004 ricopre il ruolo di allenatore/giocatore prima di ritirarsi, a 32 anni, dal calcio giocato.

### Allenatore
La carriera di allenatore di Jeglertz è iniziata nel 2003 al Gimonäs SK ricoprendo l'incarico oltre a scendere in campo. L'anno successivo ha portato il club al vertice della divisione 3 Mellersta Norrland, risultato che ha indotto l'Umeå IK, squadra femminile che in quel momento occupava posizioni vertice della Damallsvenskan, a presentargli un'offerta durante la stagione. Dopo il suo arrivo la squadra, che nel suo organico ha integrato l'attaccante e fuoriclasse brasiliana Marta, conclude la stagione 2004 al 2º posto in campionato dietro al Djurgården/Älvsjö, squadra che la priva anche della Coppa di Svezia della finale 2004, e vince la UEFA Women's Cup 2003-2004, 2º titolo continentale per la squadra in tenuta giallonera, superando con un risultato netto nella doppia finale le tedesche dell'1. FFC Francoforte.
Nelle stagioni successive ha dominato il campionato con la sua squadra e ha vinto quattro campionati consecutivi, 2005, 2006, 2007 e 2008, arrivando costantemente in finale di Coppa di Svezia, vincendo il trofeo nel 2007, ottenendo anche due Supercoppe, nel 2007 e 2008. Sempre nel 2007 e 2008 ha nuovamente raggiunto le finali della UEFA Women's Cup, perse rispettivamente contro Arsenal e 1. FFC Francoforte.
Dopo che nel novembre 2008, a causa del deludente dodicesimo posto in Allsvenskan, il Djurgården si era separato dal tecnico Sigurður Jónsson, il mese successivo venne annunciato che la squadra sarebbe stata allenata da una coppia di tecnici composta da Jeglertz e Zoran Lukić, con il primo incaricato a seguire il reparto difensivo e l'impostazione tattica della squadra, mentre l'area di responsabilità di Lukić includeva il reparto offensivo e la tecnica di gioco. La cooperazione all'inizio della stagione 2009 non è andata tuttavia come previsto, con Lukić che decide di dimettersi dall'incarico all'inizio di giugno, con Jeglertz che assume l'incarico di allenatore capo assieme all'appena giunto Steve Galloway, arrivato a sostituire Lukić ma in qualità di suo secondo.
Jeglertz non è riuscito a migliorare le prestazioni della squadra che continua a occupare la parte bassa della classifica e a fine campionato, pur evitando la retrocessione diretta, conclude al 14º posto ed è costretta a giocarsi la salvezza nello spareggio con l'Assyriska, riuscendoci solo nell'incontro di ritorno ribaltando con la vittoria per 3-0 la sconfitta per 2-0 nell'andata. Al termine della stagione, pur nel risultato deludente, la direzione del club decide di confermare Jeglertz, ma annunciando a fine novembre 2009 che per la nuova stagione l'affiancamento di Lennart Wass e Bo Augustsson. Poco dopo la nomina di Wass e Augustsson, tuttavia, Jeglertz annunciò che non avrebbe più continuato a guidare il club.
Alla fine di dicembre 2009 Jeglertz è tornato al calcio femminile, assumendo l'incarico di commissario tecnico della nazionale di calcio femminile della Finlandia con un contratto fino al 2016, rilevando Michael Käld che l'aveva guidata dal 2001 portandola a disputare due campionati europei, nel 2005 e nel 2009. Il suo primo obiettivo era portare la Finlandia al Mondiale di Germania 2011, ma la squadra, inserita nel gruppo 7 di qualificazione della zona UEFA, perdendo l'incontro di ritorno del 23 giugno 2010 con l'Italia dovette cedere l'accesso alla fase finale alle Azzurre.
Sotto la sua guida la nazionale femminile riesce ad accedere al suo terzo Europeo, classificandosi al primo posto del gruppo 5 nelle qualificazioni, con sei vittorie, un pareggio e alla sola ininfluente sconfitta nell'ultimo incontro della fase preliminare con l'Ucraina seconda classificata, e qualificandosi così per Svezia 2013. Al torneo la Finlandia, inserita nel gruppo A, con, Danimarca, Italia e le padrone di casa della Svezia, dopo aver pareggiato a reti involate la partita inaugurale con le Azzurre e aver subito l'unica secca sconfitta per 5-0 con queste ultime, pur avendo recuperato con la rete di Annica Sjölund, unica marcatrice finlandese del torneo il vantaggio delle danesi non riesce a superare il turno come migliore terza a causa della peggiore differenza reti con quest'ultima, venendo di conseguenza eliminata già alla fase a gironi.
Nel frattempo la guida nelle edizioni 2010 e 2011 dell'Algarve Cup, ottenendo rispettivamente un 8º e un 10º posto, mentre dall'anno successivo la Federcalcio finlandese preferisce al torneo in Portogallo la Cyprus Cup. nel torneo cipriota Jeglertz ottiene come miglior risultato il 6º posto all'edizione 2012, sconfitta ai rigori nella finalina dalle avversarie della Corea del Sud.
La squadra cerca, fallendolo, l'accesso al Mondiale di Canada 2015, dopo aver conteso a lungo nel gruppo 7 di qualificazione della zona UEFA il 2º posto all'Austria per disputare i play-off che aggiudicano l'ultimo posto in palio per il torneo. la Finlandia chiude il girone con 7 vittorie e 3 sconfitte, le due con la Francia prima classificata e uno dei due scontri diretti con l'Austria.
Dopo la partecipazione alla Cyprus Cup 2016 e aver iniziato sotto la sua guida le qualificazioni (gruppo 2) all'Europeo dei Paesi Bassi 2017, Jeglertz lascia l'incarico alla subentrante Anna Signeul, assumendo l'incarico di tecnico dell'Umeå FC dalla stagione 2017. La squadra, che disputa la Division 1 (terzo livello) nel girone nord, chiude entrambi i campionati al 5º posto, ma già dall'agosto 2018 l'Umeå FC annuncia che da settembre Jeglertz avrebbe lasciato il club per ricoprire l'incarico di viceallenatore della nazionale canadese proposto dalla CSA, affiancando il CT Kenneth Heiner-Møller fino al termine del 2020, tornando così ancora una volta al calcio femminile. Condivide i piazzamenti della squadra al CONCACAF Women's Championship 2018, 2º posto dietro agli Stati Uniti, all'Algarve Cup 2019, 3º posto, e al Mondiale di Francia 2019, eliminata agli ottavi di finale dalla Svezia.
Con l'avvicendamento di Heiner-Møller sulla panchina del Canada con la nuova CT Bev Priestman dal 2021, Jeglertz torna in Svezia, accordandosi per allenare il Linköping per la stagione entrante.

## Palmarès

### Allenatore

#### Club

##### Competizioni nazionali
- Campionato svedese: 4

Umeå IK: 2005, 2006, 2007, 2008
- Coppa di Svezia: 1

Umeå IK: 2007
- Supercoppa svedese: 2

Umeå IK: 2007, 2008

##### Competizioni internazionali
- UEFA Women's Cup: 1

Umeå IK: 2003-2004

#### Individuale
- Allenatore dell'anno della Damallsvenskan:4

2005, 2006, 2007, 2008
- Allenatore di calcio finlandese dell'anno:1

2012